# واکنش بن–اشمیت
واکنش بن–اشمیت(به انگلیسی: Bohn–Schmidt reaction)، یک نام واکنش در شیمی است که طی آن یک گروه هیدروکسیل به سیستم حلقوی آنتراکینون اضافه می‌شود. آنتراکینون قبلاً باید حداقل یک گروه هیدروکسیل داشته باشد. این واکنش اولین بار در سال ۱۸۸۹ توسط رنه بن (۱۸۶۲-۱۹۲۲) و در ۱۸۹۱ توسط روبرت امانوئل اشمیت (۱۸۶۴-۱۹۳۸)، که هر دو شیمیدان صنعتی آلمانی بودند، توصیف شد.
رنه بن یکی از معدود شیمیدانان صنعتی است که واکنش به نام او نامگذاری شده‌است. در سال ۱۹۰۱، وی ایندانترون را از ۲-آمینوآنتراکینون ساخت و بنابراین پایه و اساس گروه جدیدی از رنگ‌ها را بنا نهاد.

## همچنین ببینید
- واکنش ولفن‌اشتین–بوترز